# Климов Олександр Петрович
Олександр Петрович Климов (нар. 17 жовтня 1914, село Черниченка, тепер Меленківського району Владимирської області, Російська Федерація — 7 вересня 1979, місто Москва) — радянський діяч, голова правління Центроспілки СРСР. Кандидат у члени ЦК КПРС у 1956—1979 роках. Депутат Верховної Ради СРСР 7—9-го скликань.

## Біографія
Народився в селянській родині.
У 1932—1942 роках — викладач, директор кооперативного технікуму, директор торгово-кооперативної школи, директор інституту радянської кооперативної торгівлі.
У 1935 році закінчив Вищий педагогічний інститут прикладної економіки та товарознавства в Москві.
Член ВКП(б) з 1939 року.
У 1942—1943 роках — заступник завідувача відділу обласного комітету ВКП(б).
У 1943—1948 роках — начальник управління навчальних закладів Центральної спілки споживчих товариств (Центроспілки) СРСР.
У 1948—1953 роках — заступник голови правління Центроспілки СРСР.
У 1953—1954 роках — начальник відділу Міністерства внутрішньої і зовнішньої торгівлі СРСР.
У 1954 році — заступник міністра торгівлі СРСР.
У липні 1954 — серпні 1978 року — голова правління Центральної спілки споживчих товариств (Центроспілки) СРСР. Обирався віце-президентом виконавчого комітету Міжнародного кооперативного альянсу.
З серпня 1978 року — персональний пенсіонер союзного значення в Москві.
Помер після тривалої хвороби 7 вересня 1979 року. Похований на Новодівочому цвинтарі в Москві.

## Нагороди і звання
- три ордени Леніна (1974,)
- орден Жовтневої Революції (1978)
- медалі